# Idaea dimeglionaria
Idaea dimeglionaria là một loài bướm đêm trong họ Geometridae.